# Hogwarts
Škola vještičarenja i čarobnjaštva Hogwarts imaginarna škola je čarobnjaštva iz serije romana o Harryju Potteru.
Hogwarts je jedina veća škola magije u Velikoj Britaniji, koja čarobnjacima nudi da postanu potpuno obučeni u korištenju magije. Njezin status nije u detalje opisan u romanima o Harryju Potteru, ali zna se da je to zapravo internat koji prima djecu od 11 do 18 godina. Ispiti se pišu na kraju svake godine, a oni na kraju pete i sedme godine najviše utječu na život učenika. 
Još se nekoliko magijskih škola spominje u romanima o Harryju Potteru; Beauxbatons, koji je smješten u Francuskoj i Durmstrang, koji se vjerojatno nalazi u sjevernoj ili istočnoj Europi. Ime još jedne škole, Instituta za vještice u Salemu, upućuje na to da se nalazi u sjevernoj Americi. Ipak je važno naglasiti da se o toj organizaciji samo nagađa kao o mogućoj školi, zato što je samo spomenuta na Svjetskom prvenstvu u metloboju u Harryju Potteru i Plamenom Peharu. J.K.Rowling ipak je potvrdila da je to škola magije. Plameni Pehar spominje i još jednu, neimenovanu školu u Brazilu. Magiju je moguće učiti i dopisnim tečajevima, metodom koju koristi barem jedan zaposlenik Hogwartsa.
Na čelu škole je ravnatelj (ili ravnateljica), kojoj pomaže zamjenik (ili zamjenica) ravnatelja. Ravnatelj odgovara školskom odboru koji čini 12 guvernera.

## Lokacija i zemljište
Škola Hogwarts nalazi se u starom i povijesnom dvorcu na sedam katova na brdovitom mjestu u Škotskoj.
Dvorac se proteže na velikom zemljištu, koje uključuje jezero, veliku šumu zvanu Zabranjena šuma, koja je puna opasnih zvijeri (vukodlaci, jednorozi, kentauri), skupinu staklenika, groblje (na kojem se nalazi bijela grobnica jednog od najslavnijih ravnatelja), nekoliko manjih zgrada (npr. lovočuvareva kućica) i metlobojski teren. Dvorac je okružen planinama i neunosiv je, tj. ne može se ucrtati na karte.
Najbliže je naselje selo Hogsmeade, u kojem učenici iz Hogwartsa vole provoditi vikende i u kojem se nalazi najbliža željeznička pruga. Hogsmeade je jedino preostalo potpuno čarobnjačko selo u Velikoj Britaniji i posebno je poznato po trgovini sa slatkišima Medičarnici, nekoliko trgovina psinama i pubovima. Do željezničke postaje u Hogsmeadeu dolazi se Hogwarts Expressom, koji vozi iz Londona (King's Cross). Na karti koju je za filmsku ekipu nacrtala J. K. Rowling, postaja je jugoistočno od škole, a selo Hogsmeade jest sjeverozapadno. U krugu škole nije se moguće aparatirati, iako se do škole može doći raznim prometalima: metlama, aparatiranjem u blizini škole i zatim pješačenjem, letiprahom ili putoključevima. U školskom su vlasništvu kočije s upregnutim testralima koje voze učenike od postaje do dvorca. Sve te metode putovanja zahtijevaju i prolazak kroz mrežu zaštitnih čarolija i čarobnih barijera. Učenici prve godine, nakon dolaska na postaju, tradicionalno prelaze jezero u čamcima, dok ostali učenici do škole dolaze kočijama. One prolaze kroz ogromne vratnice i zatim se vijugavim prilazom uspinju do glavnog ulaza u dvorac, usput prolazeći kraj jezera. Nakon što učenici uđu u uže područje škole, vratnice se zaključavaju i ponovno se aktiviraju sve mjere zaštite.
Škola je začarana tako da joj se ne približavaju bezjaci (nemagični ljudi), kojima Hogwarts izgleda kao stara ruševina na čijem ulazu visi natpis: "OPREZ". Postavljene su još neke mjere zaštite od bezjaka, npr. da se bezjak sjeti nekog sastanka ili nečeg što nije napravio kad dođe u blizinu škole. Također, sve elektroničke naprave prestaju raditi u krugu škole, zato što u zraku jednostavno ima previše magije.

## Osoblje i program
Hogwarts ima velik broj učitelja, i svaki se od njih usavršio u svojem predmetu. Ostalo školsko osoblje uključuje školsku bolničarku, lovočuvara, knjižničarku i domara (pazikuću). Otprilike stotinu kućnih vilenjaka radi u kuhinji i na raznim poslovima održavanja dvorca.
Učenike u školi poučavaju predmetima vezinama uz magiju. Osim predmeta Astronomije, nijedan drugi predmet ne predaje se u bezjačkim školama.
Za potpunu listu i opis predmeta pogledajte Školske predmete u Hogwartsu.
Sedam osnovnih predmeta (Čarobni napici, Povijest magije, Preobrazba, Čarolije, Astronomija, Travarstvo i Obrana od mračnih sila) uči se barem prvih pet godina. Kad učenici dođu na treću godinu, mogu izabrati još neke predmete (Proricanje sudbine, Skrb za magična stvorenja, Stare Rune, Bezjačke studije i Aritmancija), ali zadržavaju i osnovne predmete. Znanje iz svih predmeta procjenjuje se na kraju pete godine (ČAS-ovi). Harry Potter i Ron Weasley polagali su svaki po devet ČAS-ova. Od učenika se očekuje i dolazak na profesionalnu orijentaciju sa svojim razrednikom tijekom pete godine, prije ČAS-ova, da bi odlučili o daljnjim predavanjima i karijeri.
Ovisno o uspješnosti na ispitima učenici zatim izabiru predavanja koja će nastaviti slušati za O.Č.I. (opasne čarobnjačke ispite). Iako sada uče manje predmeta, temeljitije ih proučavaju i njihova su predavanja puno teža i zahtjevnija nego prije. Učenicima koji ne ostvare ocjenu potrebnu za prolaz (a najčešće je to najviša ocjena) nije dopušteno da nastave slušati taj predmet. Učenici koji dožive tu nesreću da padnu sve predmete idu na daljnje konzultacije sa svojim razrednicima. O.Č.I. pišu se iz predmeta koje su učenici nastavili slušati i to na kraju sedme godine. Kriteriji su za zapošljavanje kod većine čarobnjačkih poslova predmet i ocjena te broj položenih ČAS-ova i O.Č.I. 
Raspored je sati u školi bez zamjerki. Predavanja iz osnovnih predmeta barem su dva puta tjedno za učenike od prve do pete godine. Za izborne predmete od treće do pete godine izdvojen je barem po jedan sat tjedno za svaki izborni predmet. Učenici iz dva doma neke predmete pohađaju zajedno. Tako su na primjer Gryffindori na Travarstvu uvijek s Hufflepuffima, a na Čarobnim napicima sa Slytherinima.
Predavanja za O.Č.I. na šestoj i sedmoj godini, međutim, nisu podijeljena na više domova. Satovi obično traju sat i pol. Ako svi satovi traju tako dugo, onda profesori osnovnih predmeta poučavaju najmanje 36 sati tjedno. Profesori izbornih predmeta rade otprilike 24 sata tjedno. Ti rasporedi sati pokazuju da Hogwarts ima razvijene i stroge radne navike i raspored te da je jako puno pažnje posvećeno znanju učenika. Moguće je da postoji i mnogo profesora koji nisu spomenuti u romanima.
Pouka iz Aparacije nudi se svim učenicima šeste godine, zato što učenici mogu izaći na ispit iz Aparacije nakon svojeg sedamnaestog rođendana.
Tijekom pete godine, dvoje učenika iz svakog doma postaje prefektima, što sa sobom donosi neke privilegije, ali i odgovornost. Svaki dom ima šest prefekata, s pete, šeste i sedme godine. Vođe učenika, glavni prefekt i glavna prefektica, biraju se na sedmoj godini.

### Ocjenjivanje
Tijekom prve četiri godine učenici moraju samo proći sve predmete da bi nastavili sa školovanjem. Obični ispiti i predavanja ocjenjuju se na ljestvici od 0 do 100 (zapravo u postocima) iako neki učenici poslovično ostvaruju rezultate bolje od savršenih.
Da bi postali punopravni čarobnjaci i vještice, učenici na petoj godini izlaze na ispite za ČAS-ove i zatim nastavljaju do O.Č.I., naprednijih ispita koji pokrivaju manje predmeta, ali ih temeljitije obrađuju. 
Ocjenjivanje ČAS-ova i O.Č.I.:
Prolazne ocjene
- O = odlično
- I = iznad očekivanja
- P = prihvatljivo

Neprolazne ocjene
- L = loše
- G = grozno
- T = trolina (prvo se činilo da su Fred i George Weasley izmislili ovu ocjenu, ali se kasnije saznalo da je prava)

Da bi mogli nastaviti učenje za O.Č.I. učenici obično trebaju iz željenog predmeta dobiti najmanje ocjenu I, iako neki profesori (npr. Severus Snape) inzistiraju na ocjeni O. Učenici koji ne ostvare zadovoljavajući rezultat na ispitima na kraju pete godine nastavljaju slušati predavanja za ČAS-ove na šestoj i sedmoj godini.

## Školski moto i domovi
Moto je Hogwartsa "Draco dormiens numquam titillandus" što u (slobodnijem) prijevodu s latinskog znači "ne škakljaj zmaja dok spava". Autorica romana J.K. Rowling rekla je da je željela praktičniji i primjenjiviji moto za Hogwarts, zato što mnoge škole u Velikoj Britaniji imaju moto poput "posegnite za zvijezdama" - "Ad astra".
Učenici u Hogwartsu svrstani su u četiri doma, a svaki dom nosi prezime jednog od osnivača škole. Učenici su svrstani u domove prema svojim osobnim i akademskim vrlinama i manama.U domove ih svrstava razredbeni klobuk. Domovi i osobine koje su za svaki od njih potrebne:
- Gryffindor, vrli i hrabri, osnovao ga je Godric Gryffindor
- Hufflepuff, pravedni i odani, osnovala ga je Helga Hufflepuff
- Ravenclaw, mudri i pametni, osnovala ga je Rowena Ravenclaw
- Slytherin, ambiciozni i prepredeni, osnovao ga je Salazar Slytherin.

Svaki dom ima svojeg "razrednika" koji se brine za disciplinu unutar svojeg doma. Na početku serije, na čelu su domova:
- Gryffindori - Minerva McGonagall (Preobrazba)
- Hufflepuffi - Pomona Sprout (Travarstvo)
- Ravenclawi - Filius Flitwick (Čarolije)
- Slytherini - Severus Snape (Čarobni napici knjige 1-5, Obrana od mračnih sila u 6. knjizi) 
  - na kraju šeste knjige S. Snapea je zamijenio Horace Slughorn

Domovi se natječu u osvajanju bodova. Kao oblik nagrade i kazne učenici za dostignuća ili neuspjehe gube ili dobivaju bodove za svoje domove. U prvoj knjizi, Harry Potter, Hermione Granger, Ron Weasley i Neville Longbottom jedno su vrijeme bili omraženi među drugim Gryffindorima kad su izgubili značajan broj bodova.
Ne postoji određeni broj bodova koji se dodjeljuje za određena postignuća; o broju bodova odlučuje svaki profesor na licu mjesta. Tako su u prvoj knjizi Harry, Ron, Hermiona i Neville ukupno dobili 170 za junačko spašavanje Kamena Mudraca i pobjedu nad Voldemortom, a u šestoj je knjizi Slughorn na jednom satu Čarobnih napitaka podijelio čak 30 bodova u svega pet minuta. Te se razlike pojavljuju samo zbog razlika u velikodušnosti pojedinih profesora. Domovi dobivaju bodove i za pobjede na metlobojskim utakmicama.
Bodovi se bilježe u četirima velikim pješčanim urama koje se nalaze u predvorju škole. Oduzimanje i dodjeljivanje bodova odmah se pokazuje u urama. Čini se da osobe koje imaju pravo oduzimati bodove to moraju glasno objaviti ili se bodovi uopće ne oduzimaju. Na primjer, kad je slytherinski prefekt Montague pokušao Fredu i Georgeu Weasleyju oduzeti bodove, oni su ga prije nego što je išta uspio reći ubacili u ormar. Za svaki bod koji učenik dobije ili izgubi dijamant u boji njegovog doma (crveni rubini za Gryffindore, žuti topazi za Hufflepuffe, plavi safiri za Ravenclawe i zeleni smaragdi za Slytherine) spuste se ili podignu u uri. Na kraju svake školske godine bodovi se zbrajaju i dom s najviše bodova osvaja Međudomski pokal.

### Disciplina
Osim što mogu izgubiti bodove svog doma, ozbiljna se "nedjela" u Hogwartsu, naravno, kažnjavaju.
Prema školskom pazikući, Argusu Filchu, kazne znače podvrgavanje raznim oblicima mučenja koje su kroz povijest bile prilično popularne, ali u današnje vrijeme kazne u Hogwartsu obično uključuju pomaganje nekom profesoru. Ironično, u prvoj su knjizi učenici koji su uhvaćeni kako noću lutaju hodnicima dvorca svoju kaznu odradili također noću i to u puno opasnijoj Zabranjenoj šumi.
Za još ozbiljnije prekršaje učenici mogu biti isključeni ili čak izbačeni iz Hogwartsa. Harryju Potteru prijetilo je izbacivanje iz škole na početku pete godine kad je Ministarstvo magije otkrilo da je bacio čaroliju u blizini bezjaka što je ozbiljan prekršaj u čarobnjačkoj zajednici. Ravnatelj Albus Dumbledore stao je u Harryjevu obranu i ustvrdio da Ministarstvo nema pravo izbacivati učenike - tu moć imaju samo ravnatelj i odbor guvernera.
Čini se da profesori mogu slobodno (do jedne mjere) kažnjavati učenike čak i za nezadovoljavajuće ocjene. Ponašanje po pravilima i kućnom redu izvan učionica nadgleda ili se barem iz petnih žila trudi, Filch, uz pomoć prefekta. Glavni prefekt i prefektica obično imaju posljednju riječ što se takvih disciplinarnih mjera tiče.

## Školska godina

### Upisi i dolazak
Djeci s darom magije u Velikoj Britaniji tijekom ljeta, prije nego što napune jedanaest godina, šalje se pismo s pozivom za pohađanje škole. Ako pismo, iz bilo kojeg razloga, ne dođe do primatelja sove će nastaviti donositi pisma sve dok jedno ne dođe do primatelja. Odgovor na pismo očekuje se do 31. srpnja.
U pismu se nalazi i popis stvari potrebnih za prvu godinu školovanja. Učenik sve što mu je potrebno može pronaći u trgovinama u Zakutnoj ulici u Londonu. Učenici koji nemaju čarobnjačkog novca dobivaju materijalnu pomoć. Čarobnjacima bezjačkog podrijetla, koji možda nisu svjesni svojih moći ili nisu upoznati s običajima čarobnjačke zajednice, pisma dostavljaju posebni glasnici koji im mogu objasniti čarobnjački svijet. 
Školska godina počinje 1. rujna. Učenici se na vlak Hogwarts Express kojim putuju u školu ukrcavaju na željezničkoj stanici King's Cross s platforme 9¾. Nakon iskrcavanja na postaji u Hogsmeadeu učenici prve godine u pratnji lovočuvara i učitelja Rubeusa Hagrida do škole dolaze preko jezera u začaranim čamcima. Stariji učenici do dvorca dolaze kočijama koje vuku testrali, magične zvijeri koje mogu vidjeti samo oni koji su svjedočili nečijoj smrti.
Svi učenici moraju imati sve potrebne stvari pa tako i uniformu i čarobni štapić, a svaki učenik može donijeti i jednu žabu, mačku ili sovu.
Stariji se učenici okupljaju u Velikoj dvorani s ravnateljom i učiteljima da bi dočekali učenike prve godine. Pridošlice prije ulaska pozdravlja zamjenik ili zamjenica ravnatelja koji im ukratko objašnjava njihov prvi susret s magijom unutar škole, svrstavanje. Novi učenici ulaze u Veliku dvoranu gdje ih zamjenik ravnatelja proziva na "inicijaciju" u kojoj svaki učenik na glavu stavlja stari šešir poznat kao Razredbeni klobuk koji zatim izvikuje ime doma u koji ga je svrstao. Učenik zatim sjeda za jedan od četiri domska stola i sljedeći prvoškolac stavlja šešir na glavu. Nakon završetka ceremonije svrstavanja ravnatelj kaže nekoliko riječi i zatim učenici i osoblje mogu uživati u gozbi za početak nove školske godine.
Nakon večere prefekti vode učenike prve godine do društvene prostorije njihovog doma gdje dobivaju lozinku koja je potrebna za ulazak u prostorije doma. Smješteni su u spavaonicama u koje je prethodno donesena njihova prtljaga. Prve se večeri vjerojatno upoznaju s drugim pripadnicima svog doma i učenicima sa svoje godine. Sljedećeg dana počinju predavanja. Tijekom doručka svi učenici dobivaju rasporede sati i nakon doručka odlaze na predavanja.

### Polugodište i praznici
Školska godina započinje 1. rujna i završava krajem lipnja iduće godine. Školska se godina, kao i u "bezjačkom" svijetu, sastoji od dva polugodišta s kraćim praznicima u vrijeme Božića i Uskrsa te s dugim ljetnim praznicima. 
Učenici tijekom zimskih praznika mogu otputovati kući. Učenici koji odluče ostati u školi nemaju predavanja i nazočni su na božićnoj gozbi zajedno s učiteljima. Gozbe se tijekom školske godine, osim na Božić, odražavaju na početku i kraju školske godine te tijekom praznika za vrijeme školske godine,  kao što je na primjer Noć vještica. 
Učenicima trećih i viših razreda dozvoljeno je povremeno posjećivanje čarobnjačkog sela Hogsmeadea, i to samo uz potpisanu dozvolu roditelja ili skrbnika. U ovim prilikama školski pazikuća Argus Filch stražari na izlazu i sprječava neovlaštene izlaske iz Hogwartsa.
Tijekom Harryjeve druge godine tadašnji profesor Obrane od mračnih sila, Gilderoy Lockhart, organizirao je zabavu za Valentinovo. Uskrsni praznici nisu tako ugodni kao zimski zato što se učenici moraju intenzivno pripremati za predstojeće ispite koje pišu na kraju školske godine.

## Uniforma
U knjigama se hogwartska uniforma sastoji od obične crne radne odjeće, crnog šiljastog šešira bez oboda i zimskog plašta sa srebrnom kopčom. U filmskoj verziji, ispod crnih pelerina, koje na prsima imaju znak doma, učenici nose školske uniforme slične onima u privatnim školama u Ujedinjenom Kraljevstvu. Te se uniforme sastoje od sivog džempera, bijele košulje i kravate u bojama doma kojem pripadaju. Dječaci nose hlače tamne boje, a djevojčice suknje i dokoljenke.

## Povijest

### Rana povijest
Hogwarts su prije otprilike tisuću godina osnovala dva čarobnjaka i dvije vještice: Godric Gryffindor, Salazar Slytherin, Helga Hufflepuff i Rowena Ravenclaw, najslavniji europski čarobnjaci svog doba. Oni su sami poučavali svoje učenike, no kako je vrijeme prolazilo, Hogwarts je sve više rastao i sve je više učenika bilo upisivano u školu. 
Polako su se među osnivačima počele javljati nesuglasice. Salazar Slytherin je u školu želio primati samo čistokrvne učenike, a preostalih troje osnivača se s tim nije slagalo. Među osnivačima došlo je do svađe i Slytherin je napustio školu, ali je iza sebe ostavio Odaju tajni koju može otvoriti samo njegov pravi nasljednik i tako "osloboditi" školu od učenika koji nisu čistokrvnog podrijetla. 

### Srednjovjekovna povijest
Malo je toga poznato o povijesti Hogwartsa nakon osnivanja, barem prije 1940-ih. Otprilike tristo godina nakon osnutka, škola se počela natjecati na Tromagijskom turniru zajedno s još dvije prestižne europske škole magije - Beauxbatonsom i Durmstrangom. Taj se turnir smatrao najboljim načinom da se čarobnjaci raznih nacionalnosti upoznaju i druže. Turnir se nastavio redovito održavati punih šest stoljeća, sve dok smrtnost nije postala prevelika pa su se škole prestale natjecati sve dok Turnir nije obnovljen 1994.

### Bliska prošlost
Dva je puta bilo upitno hoće li škola nastaviti raditi. Oba je puta to bilo zbog Odaje tajni. Prvi je put otvorena 1942. kad ju je otvorio Tom Riddle, Slytherinov baštinik. Tada je ubijena djevojčica imenom Myrtla i Ministarstvo magije zaprijetilo je zatvaranjem škole. Kako je Riddle zapravo bio jako vezan za školu i nije želio da ona bude zatvorena, za smrt je okrivio Rubeusa Hagrida. 
1992. Odaju je ponovno otvorila Ginny Weasley pod utjecajem dnevnika kojeg je vodio Riddle. Dnevnik je omogućio sjećanju na Riddlea da opsjedne Ginny i tako omogući drugo otvaranje Odaje. Ali u priču se upleo Harry Potter koji je uništio dnevnik, ubio čudovište koje se nalazilo u Odaji i spasio Ginny. 
1994. obnovljen je Tromagijski turnir, ali su pojačane mjere sigurnosti. Ipak, Barty Crouch ml. prerušen u profesora Alastora Moodyja uspio je na Turnir prijaviti Harryja, upisujući ga kao natjecatelja četvrte, nepostojeće, škole. Za to je iskoristio čaroliju zbunjivanja kako bi Plameni Pehar 'zaboravio' da se natječu samo tri škole. Crouch se pobrinuo da Harry pobijedi na turniru i da prvi dotakne pobjednički pokal kako bi ga na taj način poslao ravno Lordu Voldemortu, ali je Harry uspio pobjeći. 
Hogwarts je bio ugrožen i kad je Ministarstvo odlučilo 1995. uvesti brojne "Prosvjetne odredbe" kao dio urote protiv Dumbledorea. Glavna izvršiteljica te urote trebala je biti Dolores Umbridge, nova profesorica u školi. Ona je polako preuzimala kontrolu nad Hogwartsom i na posljetku je zamijenila Albusa Dumbledorea na mjestu ravnatelja. Nakon što su je u šumi u blizini škole napali kentauri, Umbridgeova je napustila svoje radno mjesto, a Dumbledore je ponovno postao ravnatelj. 
Dumbledore je bio jedina osoba koje se Lord Voldemort ikada bojao. To je činilo školu sigurnim mjestom nakon Voldemortovog povratka na vlast. Nakon Dumbledoreove smrti škola više nije bila ništa sigurnija od bilo kojeg drugog mjesta pa su profesori i nova ravnateljica, Minerva McGonagall, razmišljali o tome da zatvore školu, ali nasreću se to nije dogodilo.

## Posjed

### Hagridova koliba
Lovočuvar Hagrid sa svojim velikim psom, Očnjakom, koji je zapravo kukavica, živi u svojoj kolibi na rubu zabranjene šume. Koliba je mala i neugledna te nikome nije jasno kako se nije raspala. Pored nje se nalazi Hagridov vrt u kojem on često sadi velike bundeve za školske proslave. U šestom dijelu serijala koliba biva zapaljena od strane smrtonoša u bijegu.

### Zabranjena šuma
Zabranjena šuma jest šuma (!) na zemljištu škole Hogwarts. Iako ju ni jedan lik direktno ne naziva Zabranjenom šumom, tako je nazvana u imenu poglavlja u prvoj knjizi iz serije. U filmovima je u više navrata nazivana Mračnom šumom (The Dark Forest). Kad se spominje u knjigama, obično se o njoj govori kao o "šumi na području škole" kojoj je pristup učenika zabranjen zbog različitih opasnih stvorenja koja u njoj prebivaju.
Hagrid često ulazi u šumu iz različitih razloga, a često učenici kad učine neko nedjelo, moraju ići s njim.
Slijedi popis bića koja nastanjuju šumu:
- Kentauri, stvorenja s ljudskim trupom i konjskim nogama, veoma inteligentni i misteriozni, imaju veliko znanje o astrologiji
- Vukodlaci (po tvrdnjama Draca Malfoya i Argusa Filcha)
- Kolonija Akromantula (pokojni Aragog i njegova obitelj - veliki pauci)
- Grawp ("mali" div kojeg je doveo Rubeus Hagrid - Hagridov polubrat)
- Trolovi, velika, neinteligentna stvorenja koja su često opasna za ljude (HP1)
- Jednorozi, plemenita bića, liče na bijele konje ali imaju jedan rog na glavi
- Testrali (uzgaja ih Rubeus Hagrid)- mršavi crni konji koje mogu vidjeti samo ljudi koji su svjedočili nečijoj smrti
- Bundi, troglavi pas pušten u šumu nakon događaja iz prve knjige
- izubijani Ford Anglia (leteći auto) koji je bio u vlasništvu Arthura Weasleyja koji ga je začarao, ali se auto "osvijestio" i nakon napada Napadačke vrbe otišao u šumu
- Hipogrifi, velika krilata stvorenja s ptičjom glavom i konjskim tijelom.
- Praskavi repani, velika stvorenja s otrovom u repu, pušteni u šumu nakon Tromagijskog turnira

### Staklenici
Na području škole postoje barem tri staklenika gdje se održavaju predavanja iz Travarstva koje predaje profesorica Pomona Sprout, razrednica Hufflepuffa. U njima se uzgajaju biljke za školu. Spominju se: mandragore (HP2), đavolje zamke, otrovne tentakule, lepršavci, skočilukovice, mesohvatke i Hagrid spominje kupus kad je išao kupovati otrov za golaće u ulici Nokturno (HP2)

### Napadačka vrba
Napadačka vrba čarobno je stablo na školskom posjedu. To je stablo nasilno, i svojim granama udara svakoga tko se usudi prići. U Harryju Potteru i Odaji tajni, Harry i njegov najbolji prijatelj Ron zaletjeli su se u vrbu Fordom Angliom, uzrokujući na njoj manju, a na automobilu znatno veću štetu.
Stablo je posađeno iste godine kada je u školu došao Remus Lupin, vukodlak (o. 1971.). Ravnatelj Albus Dumbledore dao je posaditi vrbu da čuva tajni prolaz koji vodi do Vrištave daščare, zgrade u Hogsmeadeu. Lupin je svakog mjeseca, u vrijeme punog mjeseca, tamo bio prokrijumčaren kako bi se mogao pretvoriti u vokodlaka bez ugrožavanja drugih ljudi.

### Jezero
Jezero se nalazi južno od dvorca. Kanalizacija iz Hogwartsa otječe u jezero. Nastanjuju ga brojna magična bića, uključujući orijašku lignju, koja se često može vidjeti na površini, kolonija Vodenljudi koji nastanjuju dno i populacija gruvalica. Jezero je bilo i privremeno sidrište broda iz Durmstranga. U četvroj je knjizi jezero poslužilo kao mjesto za izvođenje drugog zadatka na Tromagijskom turniru.

### Metlobojski teren
Metlobojski teren mjesto je održavanja metlobojskih utakmica i treninga. Na terenu se sa svake strane nalaze po tri zlatne vratnice. Okružuju ga tribine, a uz teren se nalaze i svlačionice za metlobojske ekipe i uredi kapetana. Najčešći je sudac na metlobojskim utakmicama Madame Hooch, profesorica letenja, ali jednu je utakmicu na Harryjevoj prvoj godini sudio Severus Snape, da bi zaštitio Harryja od daljnjih kletvi profesora Quirrella. U četvrtoj knjizi iz serije teren je poslužio kao mjesto održavanja trećeg zadatka na Tromagijskom turniru.

### Bijela grobnica
Bijela grobnica mjesto je posljednjeg počivališta Albusa Dumbledorea. Smještena je pored jezera. To je jedino mjesto na cijelom školskom posjedu na kojem je pokopan neki ravnatelj, što čini Albusa Dumbledorea najvećim ravnateljem kojeg je Hogwarts ikad imao.

## Ostalo
- Domovi u Hogwartsu
- Školski predmeti u Hogwartsu
- Beauxbatons - Akademija magije
- Durmstrang - Institut za magiju
- Hogsmeade